# Танец бабочки
«Танец бабочки» (англ. Annabelle Butterfly Dance) — немой короткометражный фильм Уильяма Диксона. Дата премьеры неизвестна. Заснята бродвейская танцовщица Аннабела Мур, исполняющая «Танец бабочки».
Фильм включён в список DVD «Эдисон: Вклад в кинематограф».